# Okres Rožňava
Okres Rožňava je jeden z okresů Slovenska. Leží v Košickém kraji, v jeho nejzápadnější části. Na severu hraničí s okresy Poprad, Brezno a Spišská Nová Ves na jihu s Maďarskem, na východě s okresem Košice-okolí a Gelnica a na západě s okresem Revúca.